# Broche de Tara

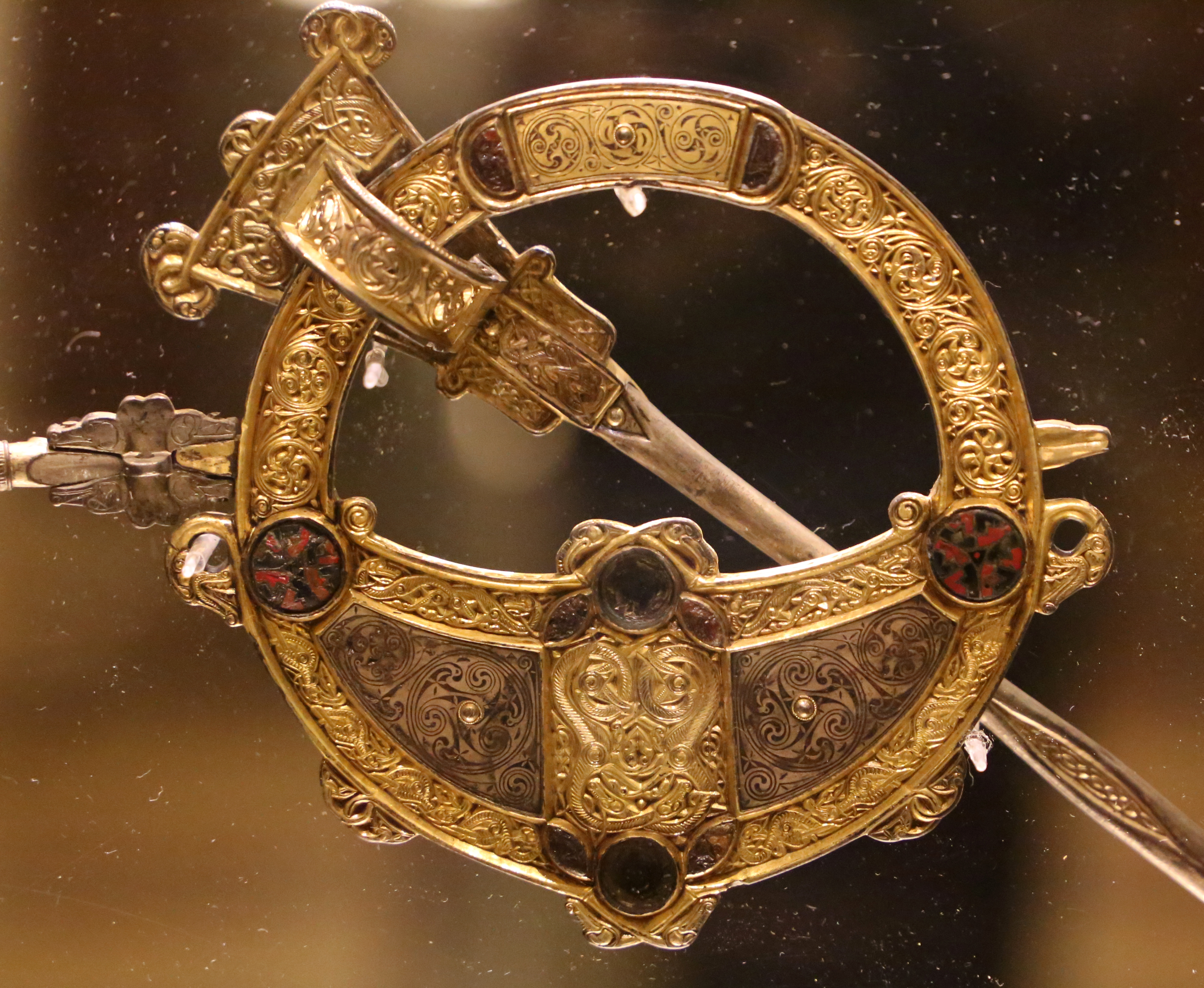
Broche de Tara (face).

La broche de Tara est une broche d'origine celtique datée aux environs du VIIe siècle apr. J.-C.. Elle est considérée comme une des  plus importantes  broches irlandaises  à avoir été découvertes, parmi une cinquantaine d'autres. Elle fut trouvée en 1850, par une paysanne sur la plage de Bettystown dans le comté de Meath, puis vendue à un bijoutier de Dublin, George Waterhouse, qui lui donna son nom « plus vendeur » de broche de Tara. 
Elle fut reconnue rapidement comme une des œuvres les plus importantes de l'art insulaire. Elle est désormais exposée au Musée national de l'Irlande à Dublin.
La broche est la dernière pièce d'une collection plus importante qui disparut à la suite de son transfert, en 1872, au Royal Irish Academy, qui transféra plus tard la collection d'art antique celtique au Musée National nouvellement créé.
Elle reste cependant une des meilleures, si ce n'est la seule, broches royales encore restantes parmi celles présentées par le Musée : de par son état, après plus d'un millénaire, mais aussi de par les matériaux employés, (or, argent, ambre, cuivre et verre), considérés comme de la plus haute qualité.
Ses motifs n'ont a priori aucun sens religieux. Il s'agit d'une œuvre d'art forgée pour les puissants, d'où d'ailleurs elle tient son nom, Tara, qui fait référence à Hill of Tara, la colline de Tara (en irlandais : Teamhair ou Cnoc na Teamhrach), lieu où se tient la Pierre du Destin (Pierre de Fal).

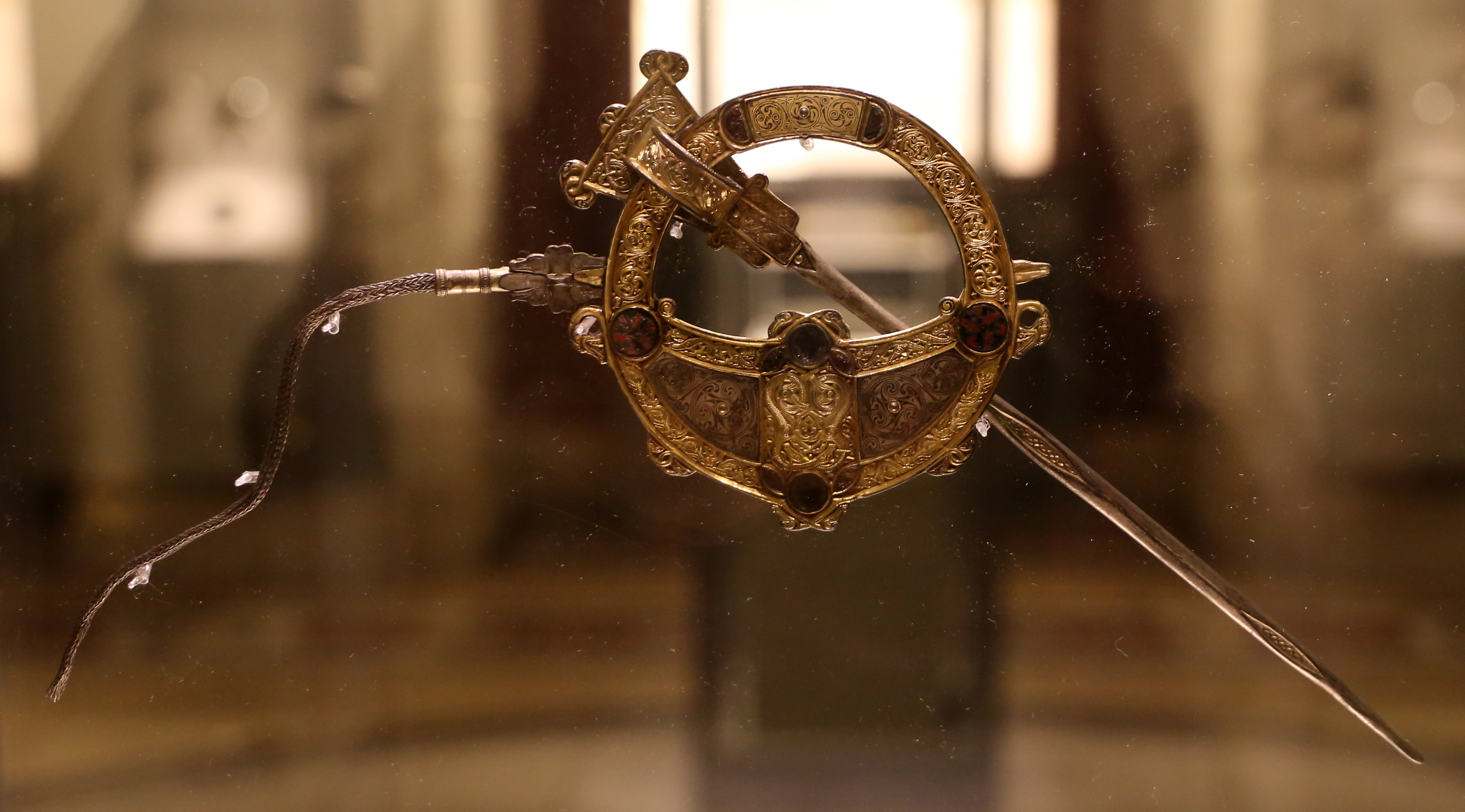
Broche de Tara (face, vue d'ensemble).
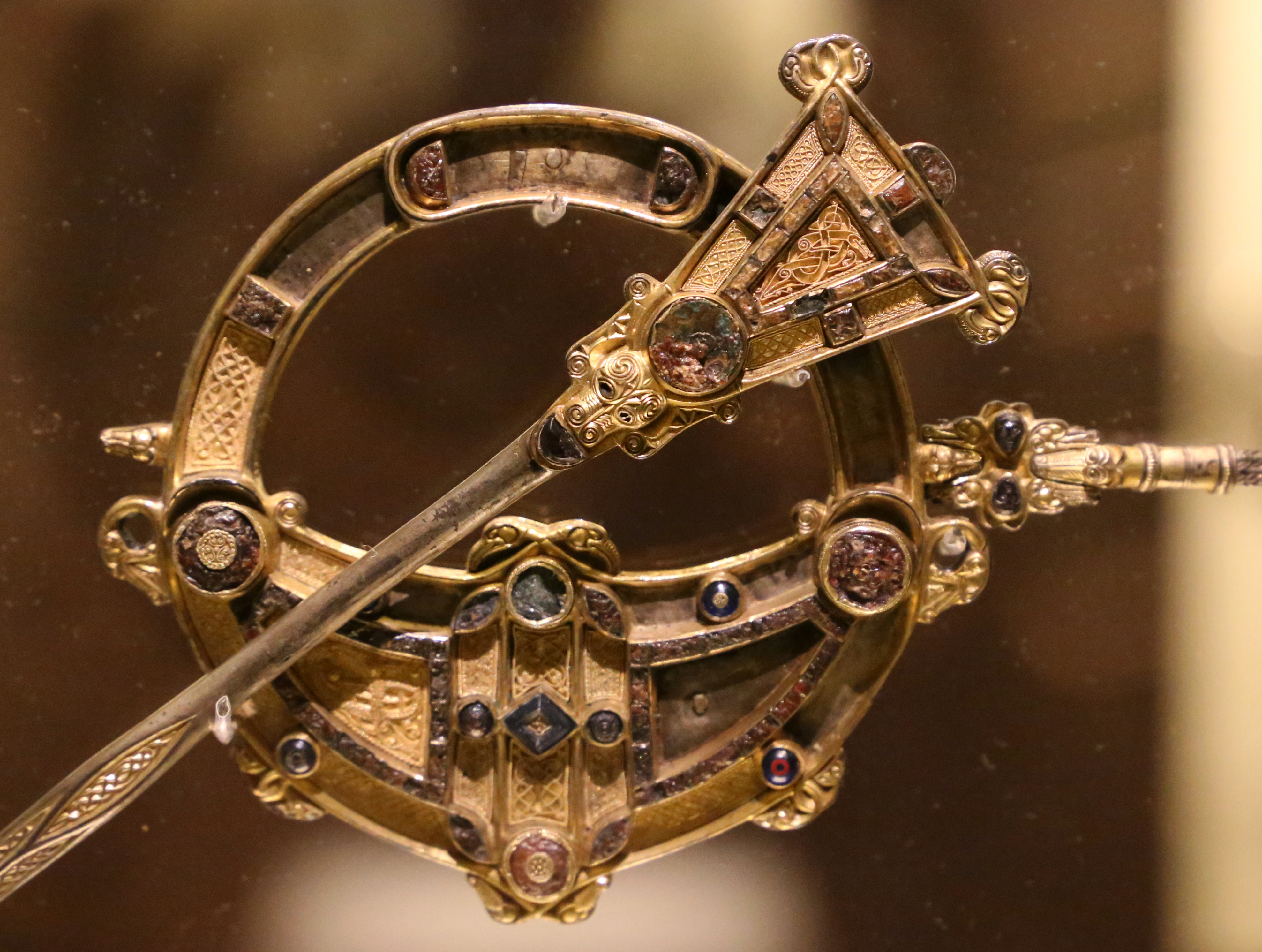
Broche de Tara (envers).

## Sources et références
- (en) Cet article est partiellement ou en totalité issu de l’article de Wikipédia en anglais intitulé « Tara Brooch » (voir la liste des auteurs).